# 프랭크 훼일리
프랭크 조지프 훼일리(영어: Frank Joseph Whaley, 1963년 7월 20일 ~ )는 미국의 배우, 영화 감독, 영화각본가, 희극인이다. 독립영화에 주로 출연했으며 여러 드라마, 영화에서 단역으로 얼굴을 비쳤다. 시러큐스 출신이다.

## 출연 작품

### 영화
- 꿈의 구장 (1989)
- 침대 귀신 (1989, Little Monsters)
- 7월 4일생 (1989)
- 프레쉬맨 (1990)
- 백마 타고 휘파람 불고 (1991)
- 도어즈 (1991) - 로비 크리거 역
- 휴전 (1992)
- 스윙 재즈 (1993)
- 펄프 픽션 (1994)
- 벼랑 끝에 걸린 사나이 (1994)
- 브로큰 애로우 (1996)
- 레드 드래곤 (2002)
- 월드 트레이드 센터 (2006)
- 허슬러 (2019) - 리스 역

### 텔레비전
| 연도    | 제목        | 원제          | 배역                 | 비고                           |
| ------- | ----------- | ------------- | -------------------- | ------------------------------ |
| 2014    | 블랙리스트  | The Blacklist | 칼 호프먼            | "The Good Samaritan" 편        |
| 2014    | 고담        | Gotham        | 더그 (돌메이커 일당) | "Selina Kyle" 편               |
| 2016-18 | 루크 케이지 | Luke Cage     | 레이프 스카프        | 조연(시즌 1), 특별출연(시즌 2) |